# Karl XIV. Johann (Schweden)

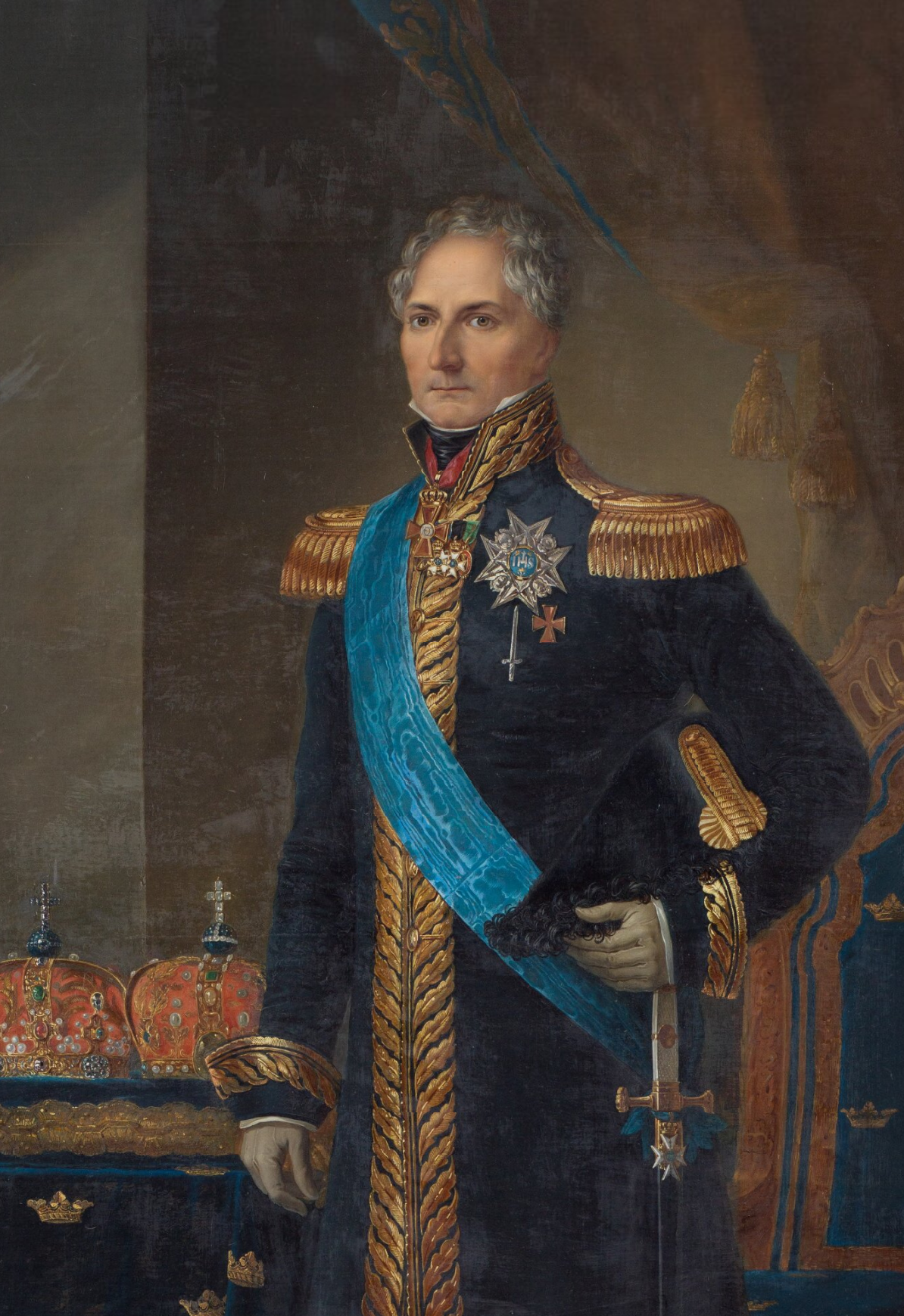
Karl XIV. Johann, Porträt von Fredric Westin (Ausschnitt), 1843

Karl XIV. Johann (* 26. Januar 1763 in Pau, Frankreich, als Jean Baptiste Bernadotte; † 8. März 1844 in Stockholm) war zunächst französischer Maréchal d’Empire (durch Napoleon zum prince souverain de Pontecorvo erhoben), dann schwedischer Oberbefehlshaber der alliierten Nordarmee gegen Napoleon, schließlich von 1818 bis 1844 an der Seite seiner Ehefrau Désirée Clary als Karl XIV. Johann König von Schweden und als Karl III. Johann König von Norwegen. Karl XIV. Johann ist der Begründer des schwedischen Königshauses Bernadotte.

## Überblick
Jean-Baptiste Bernadotte war ein französischer Revolutionsgeneral, der nach der französischen Eroberung der Österreichischen Niederlande, Hollands und des linken Rheingebietes unter Napoleon Bonaparte in der Italienarmee kämpfte. In der Kaiserzeit wurde Bernadotte einer der 14 Marschälle vom 19. Mai 1804, mit denen Napoleon seine Feldzüge führte. Er nahm u. a. an den Schlachten bei Austerlitz und Wagram teil und verfolgte erfolgreich Blücher nach Lübeck, wo er ihn gefangen nahm.

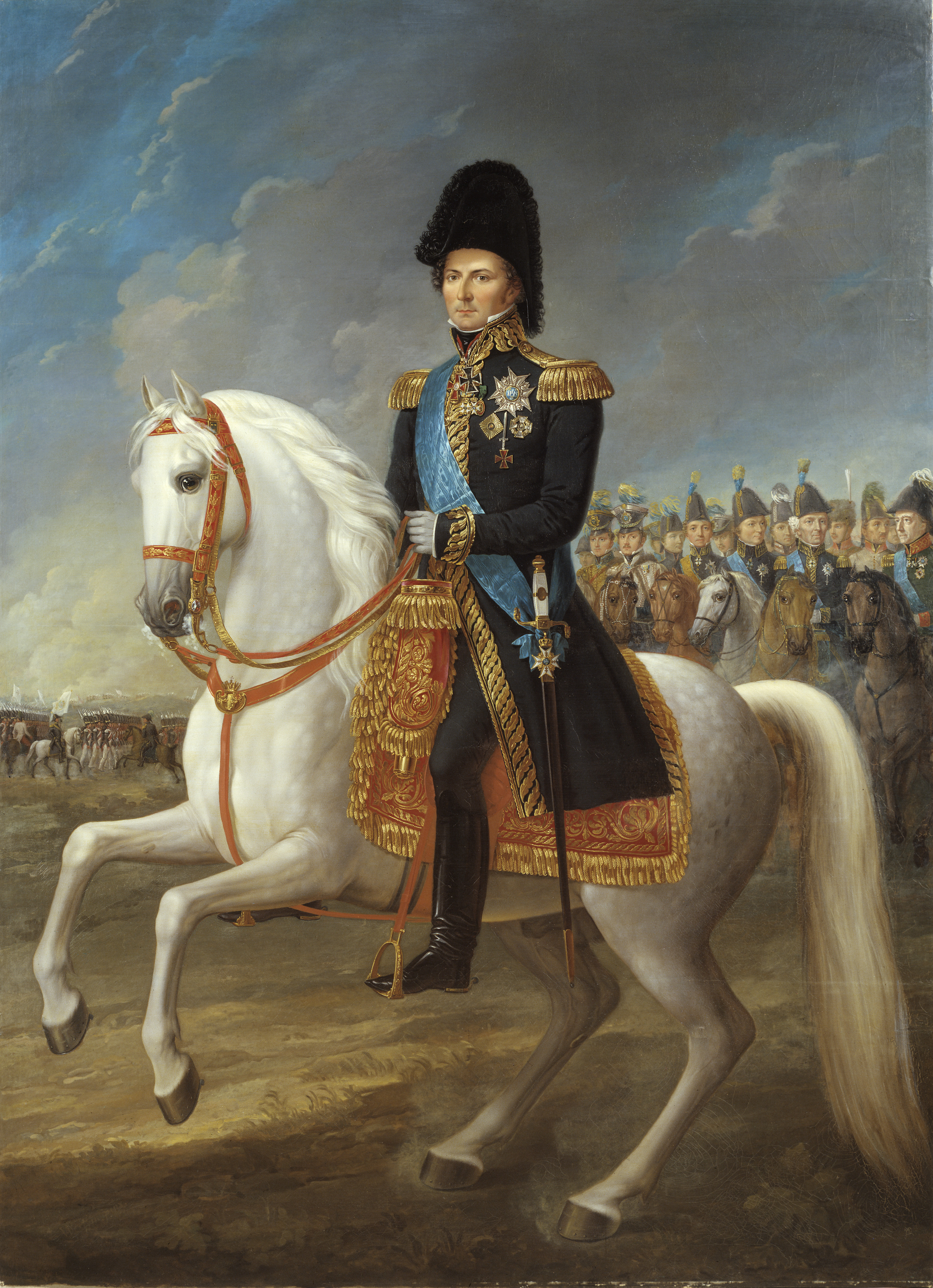
König Karl XIV. Johann, gemalt von Fredric Westin

In seiner Zeit bis 1810 war er Gouverneur des Kurfürstentums Hannover, Ansbachs und der Hansestädte. Vom Kaiser erhielt er den Titel eines Fürsten von Pontecorvo im napoleonischen Adel (noblesse impériale) und weitere Ehrungen. Nach der Schlacht von Wagram (1809) hatte er sich mit dem Kaiser zerstritten, führte aber erfolgreich die Verteidigung Frankreichs, als die Briten in Holland landeten.
1810 wurde Jean-Baptiste Bernadotte vom kinderlosen König Karl XIII. adoptiert. Als schwedischer Thronfolger nahm Bernadotte den Namen Karl Johann an. Er konvertierte zum evangelisch-lutherischen Glauben und wurde Mitglied der Schwedischen Kirche. Weil Norwegen seit 1814 infolge des Kieler Friedens mit Schweden in einer Personalunion verbunden war, wurde er ebenfalls norwegischer Thronfolger und nach dem Tode seines Adoptivvaters auch norwegischer König.
Als in den folgenden französischen Feldzügen Schwedisch-Pommern widerrechtlich besetzt wurde und Schweden sich immer größeren französischen Repressalien ausgesetzt sah, begann Karl Johann, Napoleons Gegner zu unterstützen. So riet er Zar Alexander I. zu der Rückzugstaktik, die den französischen Russlandfeldzug zur Katastrophe werden ließ. 1813 stellte Bernadotte sich mit schwedischen Truppen gegen Napoleon und wurde Oberbefehlshaber einer von drei Armeen der Koalition, der sogenannten Nordarmee, bestehend aus Preußen, Russen und Schweden. Unter ihm siegte von Bülow in den Schlachten bei Großbeeren und Dennewitz. Aufgrund des von ihm und Radetzky ausgearbeiteten Trachenberg-Planes kam es zur Völkerschlacht bei Leipzig. An der Schlacht selbst nahmen er und die von ihm kommandierte Nordarmee nur zögerlich teil. Im weiteren Feldzug weigerte er sich, auf französischem Boden zu kämpfen und Frankreich zu vernichten, obwohl Zar Alexander in ihm Napoleons Nachfolger sah. Stattdessen führte er einen Anschluss Norwegens an Schweden durch.
In der Folgezeit erreichte Bernadotte die schwedische Neutralität: Schweden beteiligte sich während der Herrschaft der Hundert Tage nicht an der Koalition gegen Napoleon.

## Leben

### Familie

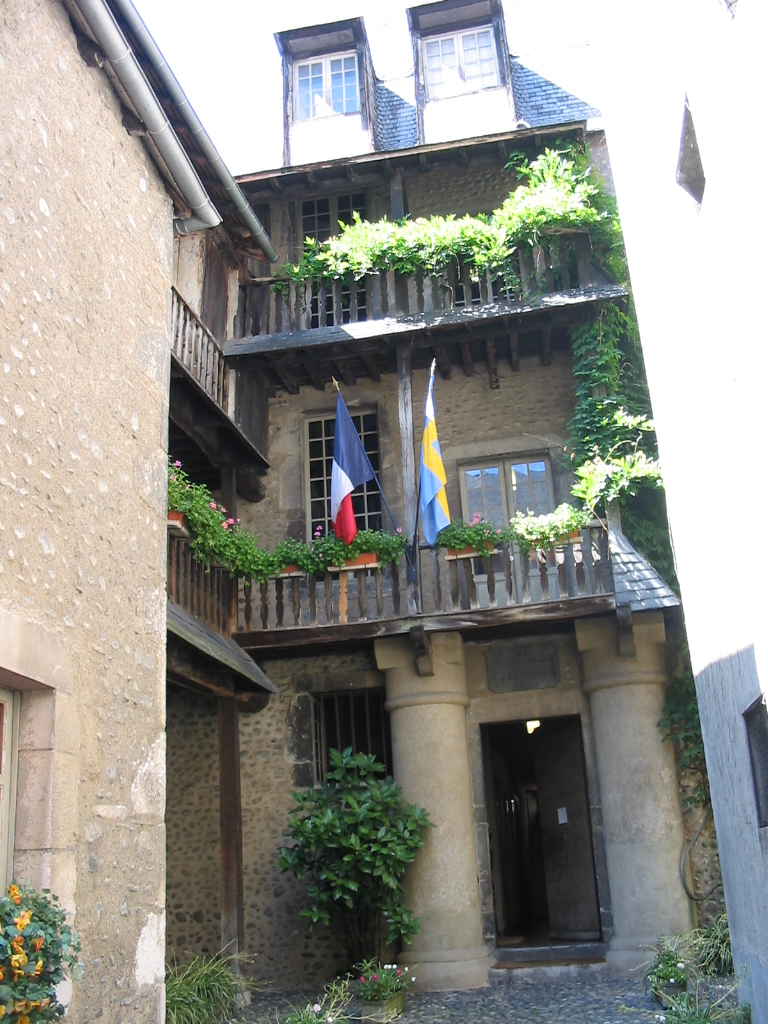
Bernadottes Geburtshaus in Pau

Oskar I. von Schweden und Norwegen, Porträt von Fredric Westin

Jean-Baptiste Bernadotte war das dritte Kind des Henri Bernadotte (* 14. Oktober 1711; † 31. März 1780), Anwalt des Königs (procureur du roi) am Seneschall-Gerichtshof, und dessen Ehefrau Jeanne de Saint Vincent (* 1. April 1728; † 8. Januar 1809). Das Kind wurde am Tag der Geburt katholisch getauft. Taufpaten waren Jean Bernadotte der Jüngere und seine Ehefrau Marie de Besbedes. Zur Familie gehörten der ältere Bruder Jean und die ältere Schwester Marie († 1796).
Am 17. August 1798 heirateten Jean-Baptiste Bernadotte und Désirée Clary in Sceaux-l’Unité. Diese war zuvor von April 1795 bis 1796 mit Napoleon Bonaparte verlobt gewesen. Désirée war eine Schwägerin von Joseph Bonaparte, der am 1. August 1794 ihre Schwester Julie Clary geheiratet hatte. Das Ehepaar nahm – gemeinsam mit Lucien Bonaparte und dessen Ehefrau Christine Boyer – als Trauzeugen an der Eheschließung teil.
Der Ehe von Jean-Baptiste und Désirée Bernadotte entstammte der Sohn François Joseph Oscar Bernadotte, geboren am 4. Juli 1799. Der einzige Sohn wurde 1844 als Oskar I. von Schweden und Norwegen königlicher Nachfolger seines Vaters.

### Zeit von 1780 bis 1799

#### Beginn der militärischen Karriere (1780–1791)
Eine Lehre als Advokat brach Bernadotte im zweiten Jahr, nach dem Tod seines Vaters, ab. Am 3. September 1780 ließ er sich für die Kompanie Brassac des Régiments Royal-La Marine anwerben, das diesen Namen trug, weil es für den Dienst auf Inseln, in Häfen und in Übersee vorgesehen war. Bald darauf diente er 18 Monate lang auf Korsika, wo er auch als Fechtmeister für die Offiziere tätig war. Am 20. Mai 1782 wurde er Grenadier.
In seinem vierten Dienstjahr kam Bernadotte zum 36e régiment d’infanterie in Grenoble. Dort wurde er am 16. Juni 1785 zum Unteroffizier befördert, zunächst zum Caporal, am 3. August 1785 zum Serganten, am 21. Juni 1786 zum Fourrier (Quartiermeister) und am 11. Mai 1788 zum Sergeant-majeur, was dem deutschen Dienstgrad eines Hauptfeldwebels entspricht.
Da es bereits vor der Revolution zu heftigen Angriffen der Bevölkerung auf das Regiment kam, wurde es im Oktober 1788 nach Marseille verlegt. Dort stieg Bernadotte am 7. Februar 1790 zum Adjutanten (Stabsfeldwebel) auf. In französischen Regimentern gab es auch Adjutanten, die als Offiziere dienten. Dieser Rang wäre Bernadotte allerdings unter dem Ancien Régime verwehrt geblieben, da jeder Offizier der königlichen Armee vier Generationen adliger Vorfahren nachweisen musste.

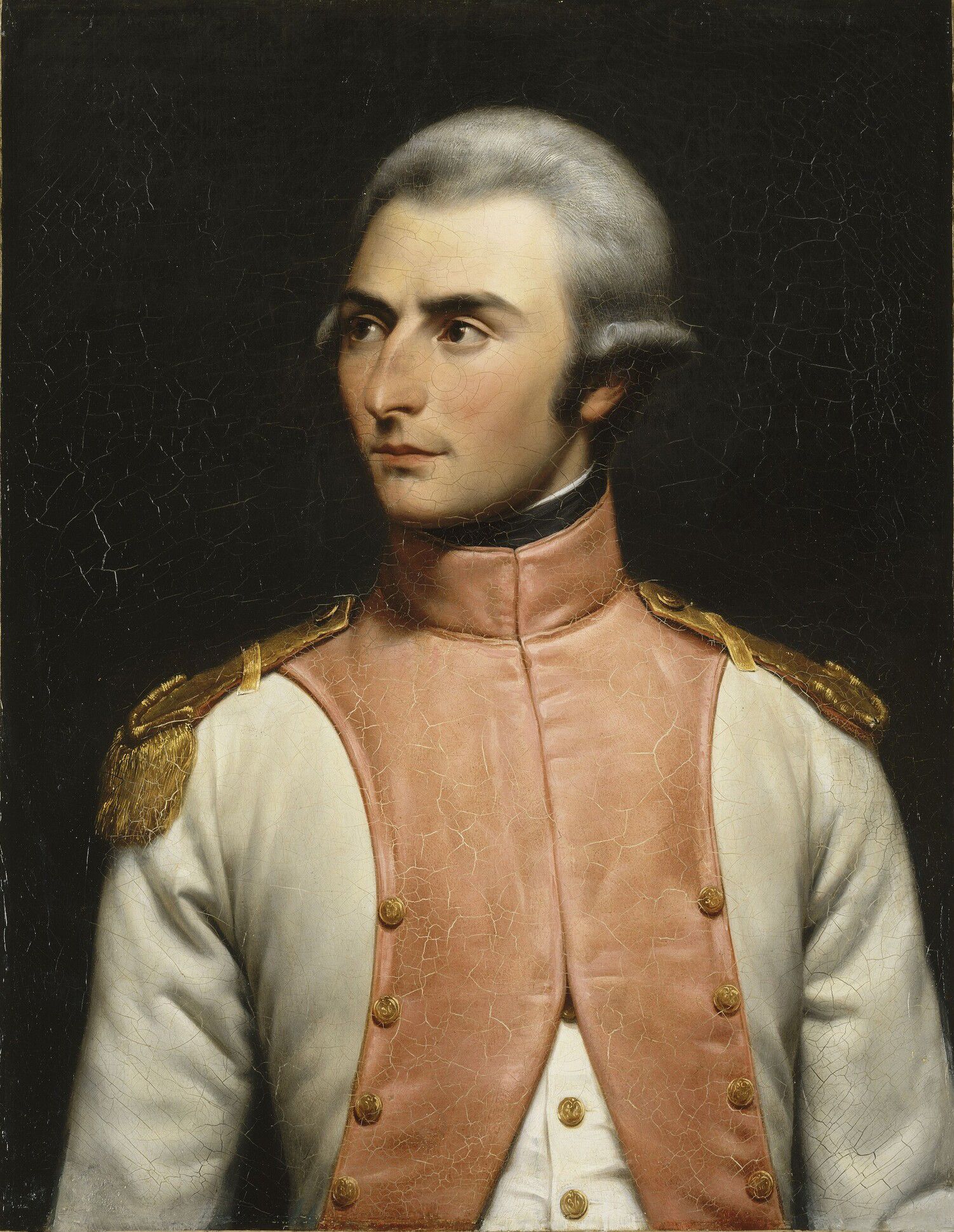
Bernadotte als Leutnant im 36. Infanterieregiment, Porträt von Louis-Félix Amiel, 1792

Erst im Verlauf der Französischen Revolution beschloss die Nationalversammlung im August 1791, alle Standesvorrechte abzuschaffen und damit auch Soldaten aus dem Bürgertum Aufstiegschancen zu eröffnen. So wurde Bernadotte im April 1792 – rückwirkend zum 6. November 1791 – zum Sous-lieutenant befördert.

#### Erster Koalitionskrieg (1792–1797)
Im Ersten Koalitionskrieg, der am 20. April 1792 mit der Kriegserklärung Frankreichs begann, kämpfte das Land, das sich am 21. September desselben Jahres zur Republik erklärt hatte, gegen ein Bündnis europäischer Mächte, das die Revolution einzudämmen oder rückgängig zu machen versuchte.
Bernadotte diente in diesem Krieg in der Rheinarmee unter dem Oberkommando des Generals Adam-Philippe de Custine. Die Rheinarmee hatte die Aufgabe, das linke Ufer des Rheins zu erobern, um den Fluss als „natürliche Grenze“ Frankreichs zu sichern. Im September war Bernadotte an der Einnahme von Speyer und Mainz beteiligt. In Bingen wurde er am 30. November 1792 zum Regimentsadjutanten ernannt.
Am 18. Juli 1793, während der Terrorherrschaft Robespierres, die von Anfang Juni 1793 bis Ende Juli 1794 dauerte, wurde Bernadotte zum Capitaine gewählt. Sein Regiment unterstützte die Nordarmee bei den Kämpfen am 8. September 1793 bei Hondschoote und am 15. und 16. Oktober 1793 bei Wattignies. Die französische Armee stand dabei unter der Führung des Generals Jean-Nicolas Houchard. Noch vor den beiden Schlachten wurde Bernadotte am 8. August 1793 zum Bataillonskommandeur befördert. Die Bestätigung folgte am 8. Februar 1794. Am 4. April 1794 übernahm Bernadotte als Chef de brigade die 71. Infanterie-Halbbrigade mit 3.000 Mann.
Am 26. Juni 1794 nahm Bernadotte unter General Jean-Baptiste Kléber an der Schlacht bei Fleurus teil. Drei Tage später, am 29. Juni 1794, erhielt er seine Beförderung zum Général de brigade und wurde der Sambre- und Maas-Armee unter Jean-Baptiste Jourdan zugeteilt.
In der Schlacht bei Aldenhoven am 2. Oktober 1794 hielt Bernadotte mit 10.000 Mann einer Übermacht von 25.000 Gegnern stand. Am 5. Oktober 1794 erreichte er mit seinen Truppen die niederrheinische Stadt Neuss. Am 6. Oktober beantwortete seine Artillerie eine Kanonade der kaiserlichen Garnison Düsseldorfs durch eine Beschießung der Stadt, wobei in der folgenden Nacht auch das Düsseldorfer Schloss abbrannte. Am 22. Oktober 1794 wurde Bernadotte zum Général de division befördert und Kommandeur einer Avantgardedivision. Als am 4. November 1794 Maastricht kapitulierte, wurde Bernadotte bis zum Dezember Garnisonskommandant.
Am 5. April 1795 einigten sich die Republik Frankreich und das Königreich Preußen auf einen seit 1794 diskutierten Vertrag. In der Nacht zum 6. April 1795 unterzeichneten François Barthélemy für Frankreich und Karl August von Hardenberg für Preußen den Frieden von Basel. Die Kämpfe gegen Österreich gingen im Kriegsjahr 1795 jedoch weiter: Im Januar 1795 hatte Bernadotte in Köln das Kommando über die 4. Division übernommen, mit der er im Herbst 1795 Kreuznach eroberte. Am 12. Dezember 1795 zogen sich die Truppen wieder zurück.
Im Kriegsjahr 1796 war Bernadotte an der Schlacht bei Wetzlar am 15. und 16. Juni 1796 beteiligt. Von Wetzlar aus drangen Bernadottes Truppen dann weit in südöstlicher Richtung bis in die Nähe von Regensburg vor. Infolge der Niederlage in der Schlacht bei Amberg am 24. August 1796 mussten sich die Sambre- und Maas-Armee sowie die Rhein-Mosel-Armee wieder nach Westen zurückziehen. Im Oktober 1796 wurde Bernadotte zum Militärgouverneur von Koblenz ernannt. Zu Beginn des Jahres 1797 erhielt er vom Direktorium den Befehl, mit 20.000 Mann aus der Sambre- und Maas-Armee nach Italien zu marschieren.
Napoleon Bonaparte, General des Italienfeldzugs, hatte die Unterstützungstruppen angefordert. Bernadottes Truppen brauchten für die rund tausend Kilometer die Zeit von Anfang Januar bis Ende Februar 1797. Der Marsch führte von Koblenz nach Metz und Dijon, dann über den Mont Cenis nach Susa ins Piemont, von dort weiter nach Mailand und schließlich nach Mantua, dem Sitz des Hauptquartiers.
In Mantua fand am 3. März 1797 die erste Begegnung zwischen Napoleon und Bernadotte statt. Bernadotte erhielt den Befehl über die 4. Division, die auf Wien zumarschieren sollte und ganz aus seinen zugeführten Truppen der Sambre-Maas-Armee bestand. Der Vormarsch begann am 10. März 1797 von Padua in Richtung Udine. Am 18. März 1797 besetzten Bernadottes Soldaten die Festungsstadt Palmanova. Am 19. März 1797 eroberten sie Gradisca d’Isonzo, so dass sich Erzherzog Karl nach Norden zurückziehen musste. Anschließend hatte Bernadotte die Aufgabe, Richtung Laibach zu marschieren. Hier gelang die Besetzung Idrias und des Quecksilberbergwerkes. Napoleon beteiligte Bernadotte – er gab dafür sein Einverständnis – an der reichen Ausbeute des Bergwerkes.
Am 4. Mai bzw. 14. Mai 1797 genehmigten die Regierungen Frankreichs und Österreichs den Vorfrieden von Leoben, der am 24. Mai 1797 ratifiziert wurde. Nach dem Waffenstillstand besetzten französische Truppen venezianisches Gebiet und Bernadotte erhielt die Ernennung zum Gouverneur von Friaul mit Sitz in Udine. Im Sommer 1797 – wenige Wochen vor dem Staatsstreich des 18. Fructidor – schickte Napoleon die Generale Augereau und Bernadotte nach Paris. Bernadotte hatte die Aufgabe, der Regierung die erbeuteten Fahnen zu übergeben. Am 17. Oktober 1797 folgte der Frieden von Campo Formio.

#### Botschafter in Wien, Armée de Mayence und Kriegsminister (1798–1799)
Infolge des Friedens von Campo Formio verlor Bernadotte seine administrativen und militärischen Funktionen. Er musste sich nach Treviso begeben, um auf weitere Befehle zu warten. Dort erreichte ihn schließlich im Januar 1798 die Ernennung des Direktoriums zum französischen Botschafter am kaiserlichen Hof in Wien. Mit dieser Ernennung verhinderte Napoleon die anstehende Übernahme der Italien-Armee durch Bernadotte. Stattdessen übernahm General Berthier die Armee. Am 8. Februar 1798 traf Bernadotte in Wien ein. Doch nach einem Eklat wegen des Hissens der Trikolore am 13. April 1798 anlässlich des Jahrestages zum Vorfrieden von Leoben verließ der Botschafter bereits am 17. April 1798 wieder Wien und reiste zurück nach Paris, wo er im Mai eintraf.
Während des Zweiten Koalitionskrieges wurde Bernadotte am 10. Oktober 1798 zur Armée de Mayence versetzt. Er bezog am 11. November 1798 sein Hauptquartier zunächst in Gießen. Weil Bernadotte eine Verschleppung der Sammlungen der Universität Gießen als Beutegut nach Paris verhinderte, verlieh ihm die Universität am 17. Dezember 1798 die Ehrendoktorwürde. Zwei Tage später erreichte Bernadotte sein Winterquartier in Landau in der Pfalz. In diese Zeit fiel Bernadottes Ernennung zum Général en chef einer neuen Rheinischen Obversationsarmee (Besatzungstruppe) sowie Jouberts Ablösung vom Kommando der Italienarmee und seine Versetzung zur Donauarmee. Nachdem Joubert im März 1798 vom Direktorium auch das Kommando über die Obversationsarmee erhalten hatte, zog sich Bernadotte wegen einer Hämoptyse zu einem längeren Kuraufenthalt von seinem Dienst zurück.

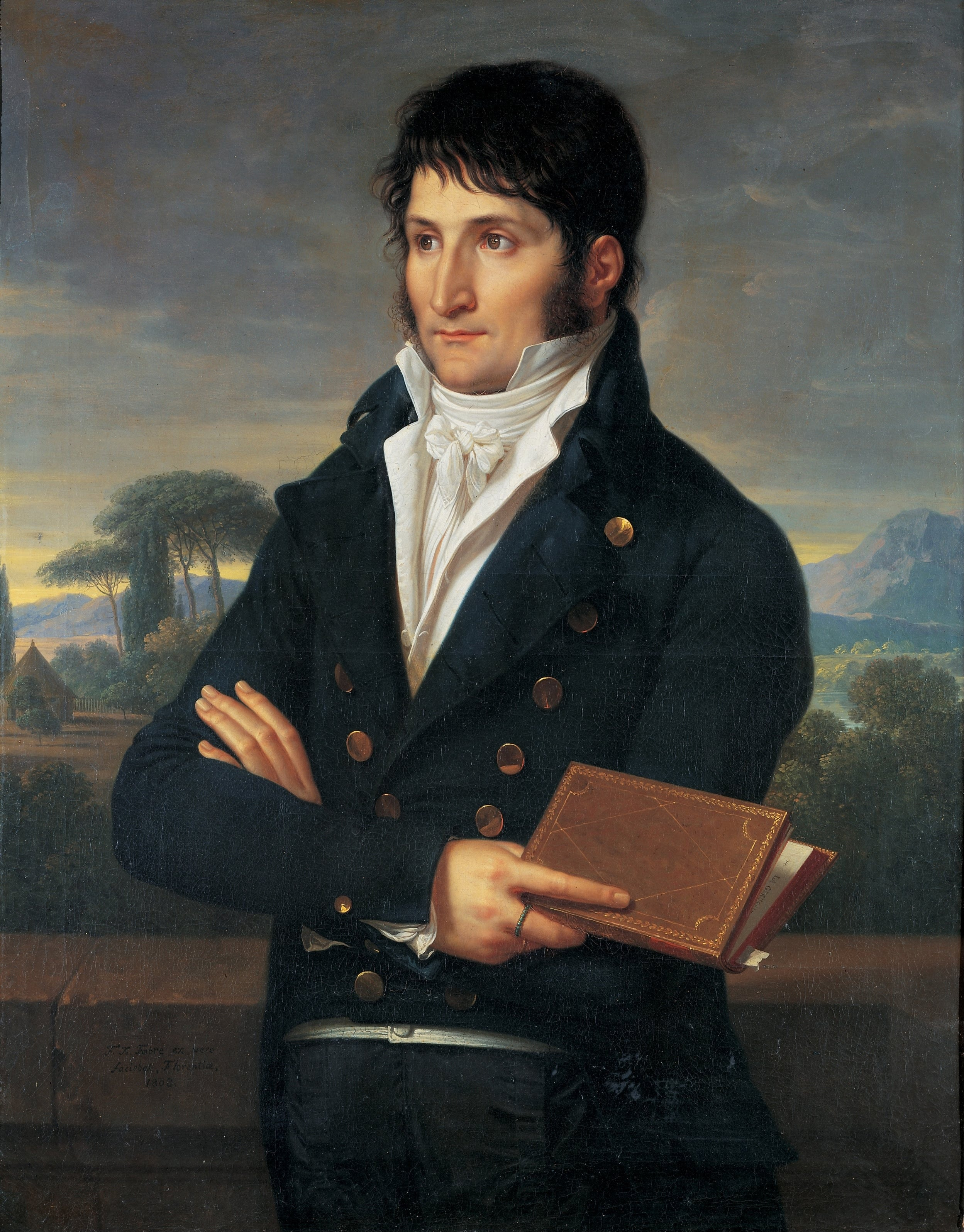
Lucien Bonaparte, der mit Bernadotte befreundet war, Porträt von François-Xavier Fabre, nach 1800

Auf Anraten von Lucien und Joseph Bonaparte schlug das Direktoriumsmitglied Gohier Bernadotte als Nachfolger des allgemein für unfähig gehaltenen Louis Marie de Milet de Mureau zum Kriegsminister vor. Am 2. Juli 1799 wurde Bernadotte einstimmig vom Direktorium gewählt. Zur Zeit des Kriegsministeramtes von Bernadotte gab es 260.000 Soldaten der Revolutionstruppen, die von Holland bis Neapel stationiert waren und durch äußere Feinde und im Inneren durch die Royalisten bedroht waren. Er ordnete die Finanzen, ging gegen Korruption vor, richtete neue Ausbildungslager für Rekruten ein und verbesserte die Versorgungslage der Truppen. Als Jourdan, Augereau und Saliceti versuchten, mit Bernadotte ein Komplott gegen die Regierung zu verabreden, bei dem Barras, Sieyès und Fouché verhaftet werden sollten, hätte er für eine Unterstützung zuvor zurücktreten sollen. Das Komplott fand nicht statt. Sieyès, Barras und Ducos, die gewarnt worden waren, versetzten Bernadotte – gegen den Widerspruch der anderen beiden Direktoren – am 14. September 1799 in den Ruhestand. Zuvor hatte er noch Befehle an André Masséna zur dann siegreichen Zweiten Schlacht von Zürich geben können.

### Französisches Konsulat (1799–1804)

#### Staatsstreich des 18. Brumaire VIII
Durch den Staatsstreich des 18. Brumaire VIII endete die Herrschaft des Direktoriums und es begann am 10. November 1799 die Epoche des Französischen Konsulats. Der Nationalkonvent ernannte Napoleon zum Ersten Konsul. Dem Konsulat gehörten außerdem der Priester Emmanuel-Joseph Sieyès und der Jurist Pierre-Roger Ducos an. General Bernadotte, der zu dieser Zeit kein aktives Amt bekleidete, hatte sich während des Staatsstreiches neutral verhalten.

#### Staatsrat und Kommandeur der Westarmee
Als ein Beratungsorgan der Konsuln bei der Regierungs- und Verwaltungsführung wurde ein Staatsrat Conseil d’État neu eingerichtet. Am 24. Januar 1800 erhielt Bernadotte von Napoleon die Ernennung zum Staatsrat in der militärischen Sektion. Er hatte hier auch die Aufgabe, ein neues Rekrutierungsgesetz zu erarbeiten.
Am 11. April 1800 wurde Bernadotte zum Oberbefehlshaber der Westarmee mit dem Hauptquartier in Rennes ernannt. In der Bretagne kam es damals unter Georges Cadoudal zur Chouannerie, dem bewaffneten Aufstand königstreuer Katholiken gegen die Revolutionsherrschaft. Im Ärmelkanal patrouillierten englische Kreuzer. Eine britische Landung in Quiberon am 5. Juni 1800 von fast 600 Mann wurde durch vor Ort stationierte Truppen abgewehrt, ohne dass Bernadotte eingreifen musste. Weitere geplante Landungen blieben aus, da Bernadotte die Küstenbewachung verstärkte und massiv gegen die katholischen Royalisten vorging. Am 1. Oktober 1801 kam es in London zur Unterzeichnung der Präliminarien für einen Friedensvertrag zwischen Frankreich und England. Am 5. Dezember 1801 kehrte Bernadotte nach Paris zurück, wo er bis zum Oktober 1802 die Aufgaben eines Staatsrates erfüllte. Am 31. Dezember 1802 wurde er zum bevollmächtigten Minister Frankreichs bei den Vereinigten Staaten von Amerika ernannt – ein Amt, das er wegen der erneuten Feindseligkeiten mit England nicht antreten konnte.
In dieser Zeit besuchte er den Salon der Juliette Recamier und machte dort die Bekanntschaft mit der Schriftstellerin Madame de Staël.

### Kaiserlicher Marschall (1804–1810)

#### Gouverneur von Hannover

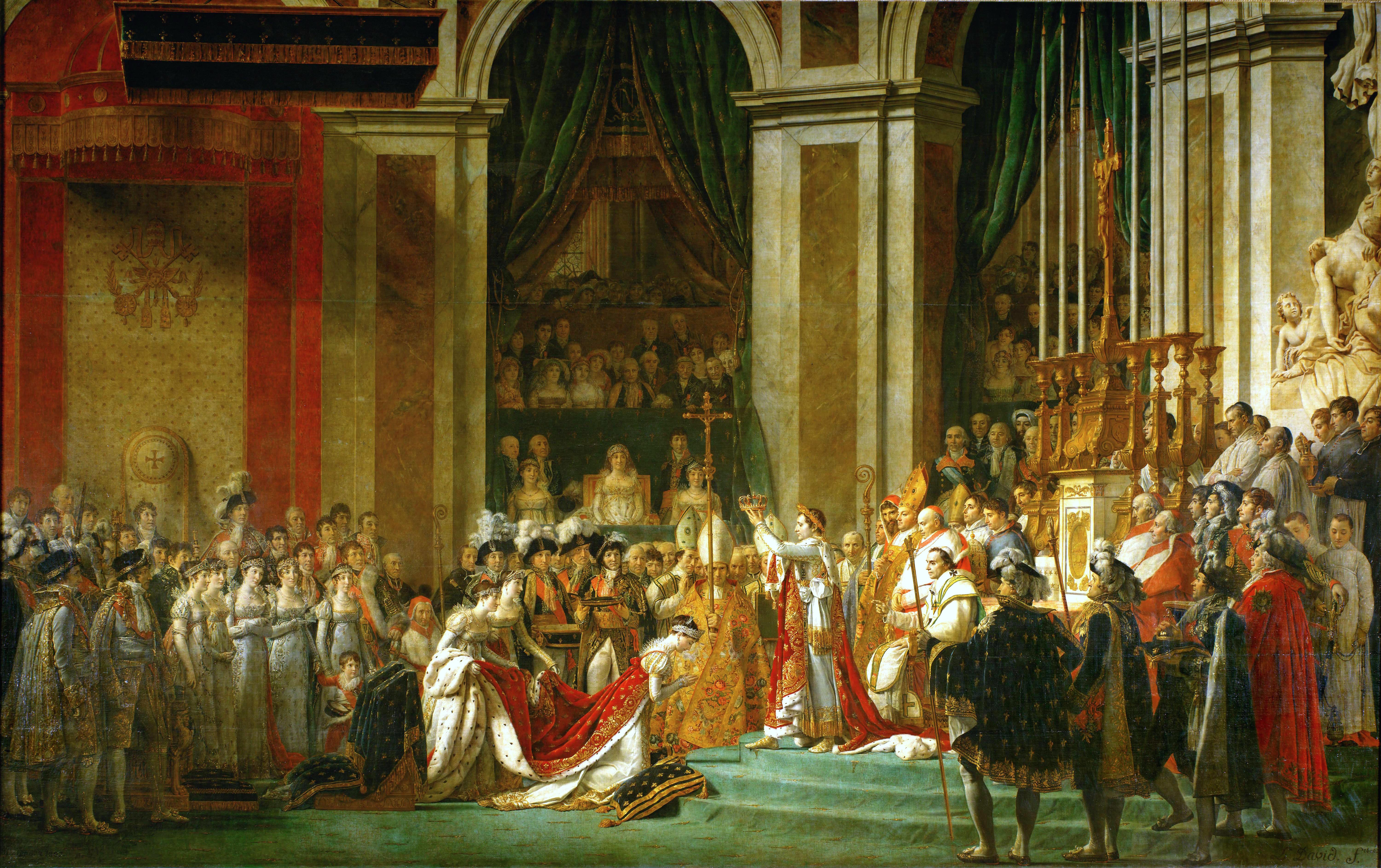
Die Krönung in Notre Dame (1804); Gemälde von Jacques-Louis David; Bernadotte ist rechts vom Altar hinter Kardinal Joseph Fesch und neben Caulaincourt, Eugène de Beauharnais, Talleyrand und Berthier zu sehen

Am 18. Mai 1804 endete die Konsulatsverfassung und es begann das Empire français (Erstes Kaiserreich): Napoleon wurde vom Senat zum Kaiser ernannt. Am selben Tag erhielt Bernadotte das Oberkommando über die Hannoverarmee und am 19. Mai 1804 folgte seine Ernennung zum Maréchal d’Empire.

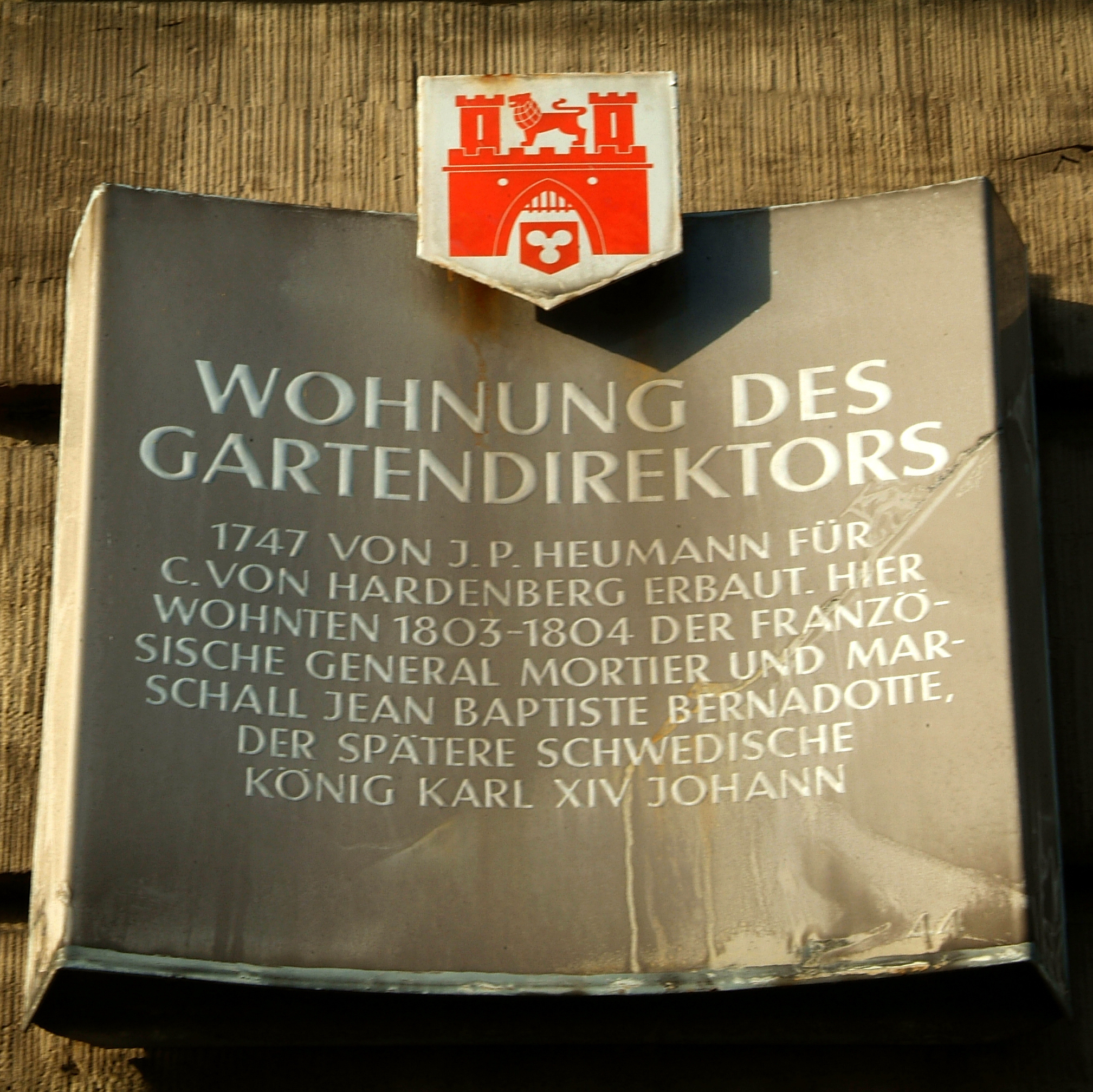
Informationstafel über Bernadottes Aufenthalt am Hardenbergschen Haus

Als Gouverneur des besetzten Kurfürstentums Braunschweig-Lüneburg, das dem britischen König Georg III. gehörte, residierte Bernadotte seit dem 17. Juni 1804 im Hardenbergschen Haus am Großen Garten in Herrenhausen. Das Haus hatte Bernadotte von General Édouard Adolphe Mortier übernommen. Im September 1805 verließ Bernadotte das Kurfürstentum mit dem Ruf eines vergleichsweise sympathischen Statthalters.

#### Dritter Koalitionskrieg (1805)
Im Jahr 1805 kam es zum dritten Koalitionskrieg gegen Frankreich. Am 30. August 1805 ordnete Kaiser Napoleon I. an, dass L’Armée des côtes de l’Océan, die er ab 1803 für die geplante Invasion von England an der französischen Küste – vor allem bei Boulogne-sur-Mer – versammelt hatte, künftig den Namen Grande Armée tragen solle. Der Armee mit schließlich sieben Korps wurden auch die französischen Truppen in Holland und im Kurfürstentum Hannover zugeordnet. Bernadotte erhielt am 23. August 1805 den Befehl, seine Regimenter in Göttingen zu sammeln. Am 29. August 1805 wurde er zum Kommandierenden General des 1. Armeekorps ernannt. Seine Truppen marschierten in zehn Tagen 350 Kilometer und erreichten am 27. September 1805 Würzburg, wo die 24.000 Mann der bayerischen Armee dem Korps unterstellt wurden. Am 1. Oktober 1805 konnte das vergrößerte Korps in München einmarschieren: Der österreichische Kommandant Michael von Kienmayer hatte in der Nacht zuvor die Stadt räumen lassen. Beim Marsch nach München hatte Bernadotte die Neutralität des zu Preußen gehörenden Fürstentums Ansbach verletzt.
Nach der Einnahme von München sollte die Grande Armée beidseits der Donau gegen Wien vorstoßen. Links der Donau marschierte die Truppe unter Édouard Adolphe Mortier. Rechts des Flusses befand sich Bernadotte mit seinem 1. Armeekorps, das Salzburg am 30. Oktober 1805 einnahm. Nach der Einnahme von Melk erhielt Bernadotte am 13. November 1805 den Befehl, Mortier im Kampf gegen Kutusows Russen zu unterstützen. Weil der Feind die meisten Schiffe zerstört hatte, konnte das Übersetzen der Donau erst am 16. November 1805 beendet werden. Inzwischen waren die russischen Soldaten unter Kutusow auf dem Rückzug.
Die sich anschließende Schlacht bei Austerlitz – auch Dreikaiserschlacht genannt – endete am 2. Dezember 1805 zugunsten der Franzosen. Napoleon ließ Davout und Bernadotte in Eilmärschen kommen, wobei Bernadotte die bayerischen Truppen in Iglau lassen musste, um das Korps von Erzherzog Ferdinand dort festzuhalten. Am Vorabend der Schlacht entzog Napoleon Bernadotte zusätzlich die Kavallerie Kellermanns mit 2.500 Pferden. Welchen Anteil Bernadottes reduzierte Truppen am Sieg hatten, bleibt wegen der wenigen und widersprüchlichen Quellen umstritten. Im Hauptquartier von Bernadotte begannen zwei Tage nach der Schlacht von Austerlitz erste Verhandlungen, die am 26. Dezember 1805 zum Frieden von Pressburg mit Österreich führten.
Noch vor der Niederlage Preußens im vierten Koalitionskrieg musste es das Fürstentum Ansbach an Frankreich abtreten. Bernadotte verwaltete das besetzte Ansbach vom 23. Februar bis zum 30. September 1806.
Am 5. Juni 1806 erhielt Bernadotte von Napoleon den Titel Fürst von Ponte Corvo im napoleonischen Adel (noblesse impériale) verliehen. Das Gebiet bildete seit 1464 eine päpstliche Enklave im Königreich Neapel, das 1799 von Napoleon erobert worden war. Nach der Ernennung seines Bruders Joseph zum König von Neapel schuf er für Bernadotte das Fürstentum Ponte Corvo.

#### Vierter Koalitionskrieg (1806–1807)
Das zentrale Ereignis des vierten Koalitionskrieges (1806–1807) war die Schlacht bei Jena und Auerstedt am 14. Oktober 1806. Zuvor hatte es am 10. Oktober ein Gefecht bei Saalfeld gegeben, das jedoch die strategische Situation des Feldzugs nicht direkt beeinflusste: Napoleon wusste weiterhin nicht, wo sich die preußische Hauptmacht befand, ob auf dem linken oder rechten Ufer der Saale. Er vermutete sie zunächst in Gera, plante aber nach besserer Kenntnis der Lage seinen Angriff auf die Preußen bei Jena, wobei Bernadotte und Davout, die mit dem 1. und 3. Armeekorps bereits in Naumburg an der Saale angekommen waren, dem Feind die Rückzugsmöglichkeit nach Berlin abschneiden sollten.
Am 14. Oktober 1806 kam um drei Uhr morgens für Davout der Befehl, nach Apolda zu marschieren, mit einem unpräzisen Hinweis auf ein Zusammenwirken mit Bernadotte. Gemeinsam legten Davout und Bernadotte getrennte Marschrouten fest: Davout wählte den Brückenübergang bei Kösen und Bernadotte denjenigen bei Dornburg. Bei Auerstedt stieß das 3. Armeekorps – völlig unerwartet – auf die Hauptmacht der Preußen. Davout siegte mit seinen drei Divisionen mit 27.300 Mann gegen 50.000 Mann.
Ohne in das Kampfgeschehen einzugreifen, erreichte Bernadottes 1. Armeekorps nachmittags um vier Uhr die Stadt Apolda. Erst am Abend unterrichtete Davout sowohl Bernadotte als auch Napoleon über die Kämpfe bei Auerstedt. Am 15. Oktober 1806 diktierte Napoleon in sein 5. Bulletin: Das Korps des Marschalls Fürsten von Ponte Corvo hatte die Aufgabe, dem Feind von Dornburg aus in den Rücken zu fallen, sei es, dass sich dieser in Richtung Naumburg begebe, sei es, in Richtung Jena zu verfolgen. Zusätzlich zu dieser Kritik richtete Napoleon über seinen Marschall Louis-Alexandre Berthier am 21. Oktober 1806 an Bernadotte den Vorwurf, er habe an der Schlacht nicht teilgenommen und dadurch eine Niederlage riskiert. Die Autoren Imhof und Barton kommen zu dem Ergebnis, der Vorwurf sollte Napoleons fehlerhafte Beurteilung der militärischen Lage verdecken. Bernadotte ist entgegen dem (nachträglich formulierten) Bulletin vom 15. Oktober nach dem Passieren von Dornburg weder dem Feind Richtung Naumburg noch dem Feind Richtung Jena in den Rücken gefallen, sondern ohne Kämpfe nach Apolda marschiert. Es ist nicht bekannt, ob Bernadotte zu diesem Zeitpunkt bereits wusste, dass die Doppelschlacht schon entschieden war. Sein Verhalten nach dem Passieren von Dornburg ist bis zum heutigen Tage umstritten.
Am Morgen des 15. Oktober 1806 erteilte Napoleon den Marschällen Murat, Soult und Bernadotte den Befehl, den Feind zu verfolgen und zu vernichten. Nach einem Marsch von dreißig Kilometern eroberte Bernadotte am 17. Oktober die Stadt Halle an der Saale.
Nach der Einnahme von Halle überschritten Bernadottes Armeekorps am 22. Oktober 1806 die Elbe bei Barby. Bei der Verfolgung der flüchtenden Truppen Blüchers hatte Napoleon seinem Marschall freie Hand gelassen. In Tagesmärschen von bis zu 50 Kilometern folgten die französischen Soldaten in einer Stärke von 12.000 Mann Infanterie und 800 Reitern den fliehenden Preußen. Blücher zog sich mit 25.000 Soldaten in die neutrale Stadt Lübeck zurück.
Gemeinsam mit Soults und Murats Truppen eröffnete Bernadotte am 6. November 1806 die Schlacht bei Lübeck durch den Sturm auf die Stadt mit zwei Divisionen. Es gelang ihm, gegen Mittag in die Stadt einzudringen. Große Teile der Truppen – Scharnhorst und der schwer verwundete Yorck darunter – wurden gefangen genommen. Die Franzosen verloren 1.000, die Preußen 8.000 Mann. Blücher konnte zwar mit 9.000 Mann entkommen, aber angesichts der ausweglosen Lage nahm er die erneute Kapitulationsforderung Bernadottes mit dem Zusatz an, dass Blücher nur mangels Brot und Munition kapituliere.
Die Folgen der Schlacht für die Lübecker Bevölkerung durch die französische Besatzung hat der damals dort lebende französische Philosoph Charles de Villers in einem Brief an die Gräfin Fanny de Beauharnais dargestellt. De Villers, Gast im Hause des Lübecker Bürgermeisters Mattheus Rodde und seiner Ehefrau Dorothea Schlözer, konnte über den in demselben Haus einquartierten Bernadotte einige der Übergriffe in der ersten Besatzungsphase abmildern. Am 8. November 1806 erließ Bernadotte per Tagesbefehl ein Plünderungsverbot und setzte Kriegsgerichte ein.
Am 15. Dezember 1806 stieß Bernadotte in Thorn zum Kaiser Napoleon und erhielt das Kommando über den linken Flügel der Armee mit Ney und Bessières unter sich. Die ersten französischen Truppen kamen am 2. Februar 1807 in Allenstein an. Die russischen Truppen unter Bennigsen konnten in Richtung Preußisch-Eylau entkommen. Hier kam es zwischen der französischen und der russischen Armee am 7./8. Februar 1807 zur Schlacht bei Preußisch Eylau, die ohne Entscheidung blieb.
Der Frieden von Tilsit vom 7. und 9. Juli 1807 beendete den vierten Koalitionskrieg. Der Friedensvertrag zwischen Frankreich und Russland teilte Osteuropa in eine französische und eine russische Interessensphäre ein. Der preußisch-französische Vertrag stufte Preußen auf den Status einer europäischen Mittelmacht zurück. An der feierlichen Unterzeichnung nahm Bernadotte als Gast teil.

#### Gouverneur hanseatischer Städte (1807–1809)
Am 14. Juli 1807 wurde Bernadotte zum Gouverneur der besetzten Hansestädte Lübeck, Hamburg und Bremen ernannt. Seine Residenz hatte er in Hamburg. Trotz der Kontinentalsperre besorgte Bernadotte den in ihrer wirtschaftlichen Existenz bedrohten Reedereien Lizenzen für den Handel mit England.
Als der russische Zar das zum nach dem Staatsstreich frankophil gewordenen Schweden gehörende Finnland besetzte, gab es die Option, Schweden von Dänemark aus anzugreifen. Bernadotte wurde mit einer Invasion beauftragt und sollte ein Kontingent aus französischen, spanischen, holländischen und dänischen Soldaten führen. Die Dänen entzogen sich jedoch einer Truppenentsendung. Die Briten errangen in der zweiten Seeschlacht von Kopenhagen und der Bombardierung Kopenhagens vom 2. bis 5. September 1807 die Seeherrschaft und machten eine Passage äußerst gefährlich. Die spanischen Soldaten desertierten zu den Briten, als sie von Napoleons Plan erfuhren, seinen Bruder Joseph als spanischen König einzusetzen. Die Invasion erschien unmöglich geworden.
Am 7. März 1809 endete Bernadottes Statthalterschaft in Hamburg durch die Übernahme des Kommandos der Königlich Sächsischen Armee als 9. Korps der Armee von Deutschland.

#### Fünfter Koalitionskrieg (1809)
Während des fünften Koalitionskrieges kam es am 5. und 6. Juli 1809 zur Schlacht bei Wagram. Hier führte Bernadotte die sächsischen Truppen an der Seite der Grande Armée. Wagram war die erste Schlacht, in der es Napoleon nicht gelang, einen Sieg mit wenigen Verlusten zu erlangen. In einem Rundschreiben an die Marschälle erklärte Napoleon, der Sieg sei eine Leistung des Marschalls Masséna sowie der Generäle Oudinot und MacDonald gewesen. Der in Ungnade gefallene Bernadotte musste nach Paris zurückkehren.
Die britische Walcheren-Expedition vom 30. Juli 1809 diente auch dem Zweck, das verbündete Österreich zu entlasten. Im Rahmen der französischen Gegenmaßnahmen musste Fouché das Oberkommando an Bernadotte übergeben. Er zog bei Antwerpen eine Armee von 30.000 Mann zusammen. König Louis Bonaparte selbst stieß mit einigen niederländischen Einheiten hinzu. Außerdem griffen niederländische Kanonenboote die britischen Schiffe an. Obwohl die Walcheren-Expedition für die Engländer zum Misserfolg wurde, verlor Bernadotte durch Napoleons Dekret vom 11. September 1809 das Oberkommando an Marschall Bessières. Außerdem wurde Bernadotte von Napoleon in das Hauptquartier im Schloss Schönbrunn einbestellt. Nach der Ablehnung des Gouverneursposten von Rom ersuchte Bernadotte um seine Pensionierung und verließ Wien am 21. Oktober 1809.
Der Frieden von Schönbrunn vom 14. Oktober 1809 beendete zuvor den fünften Koalitionskrieg.

### Kronprinz von Schweden (1810–1818)

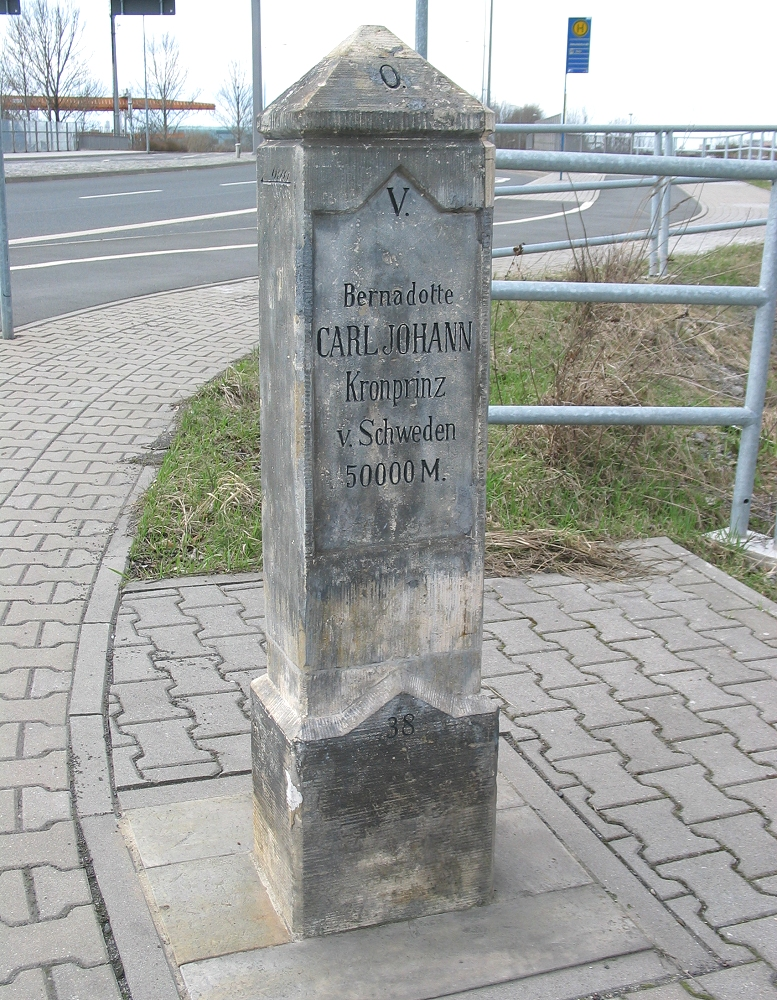
Apelstein Nr. 38 in Leipzig als Erinnerung an die Völkerschlacht und Karl Johann

#### Wahl zum Kronprinzen von Schweden (1810)
Wegen seiner Ablehnung der französischen Revolution und der französischen Expansionspolitik wurde König Gustav IV. Adolf bei einem Staatsstreich frankophiler schwedischer Offiziere am 13. März 1809 im Schloss Gripsholm gefangen gesetzt. Am 29. März 1809 musste der König zugunsten seines kinderlosen Onkels Karl XIII. abdanken.
Der Russisch-Schwedische Krieg wurde am 17. September 1809 im Vertrag von Fredrikshamn beendet. Schweden musste Finnland, die Ålandinseln sowie Teile von Lappland und Västerbotten an Russland abtreten, das aus diesen Gebieten das Großfürstentum Finnland bildete.
Als der von Karl XIII. adoptierte und zum Nachfolger gewählte Prinz Christian August von Schleswig-Holstein-Sonderburg-Augustenburg am 28. Mai 1810 plötzlich starb, stellte sich die Nachfolgefrage erneut. Gezwungen vom frankreichfreundlich gesinnten Staatsrat richtete der schwedische König am 2. Juni 1810 einen Brief an den französischen Kaiser mit der Bitte um dessen Stellungnahme. Der Bote des Briefes war der neunundzwanzigjährige Leutnant und Baron Carl Otto Mörner (1781–1868). Wie andere schwedische Militärs glaubte er an Frankreichs baldigen Angriff auf Russland. In diesem Krieg könnte dann eine Chance entstehen, dass eine kriegserfahrene und in der Gunst Napoleons stehende Persönlichkeit als Kronprinz von Schweden das finnische Gebiet zurückerobert und Schwedens Eigenständigkeit als Verbündeter an der Seite Frankreichs sichert. Mörners Wahl fiel auf Bernadotte, der einerseits eine gewisse Unabhängigkeit von Napoleon gezeigt hatte und andererseits in Schweden einen guten Ruf genoss, u. a. aus den Berichten seines Vetters Graf Gustav Mörner bei der Einnahme Lübecks. Zugleich mit Mörner hielt sich der schwedische General Graf Fabian Wrede (1760–1824) als Überbringer königlicher Glückwünsche an Napoleon zu seiner Vermählung mit Marie-Louise von Österreich in Paris auf.
Am 25. Juni 1810 begab sich Mörner zu Bernadotte, um ihn als Nachfolger zu gewinnen. Doch Bernadotte, der ohne eine eigene Entscheidung blieb, berichtete am Morgen des folgenden Tages dem Kaiser vom Angebot Mörners. Am Nachmittag fand dann – auf Betreiben von Mörner – ein Gespräch zwischen Graf Wrede und Bernadotte statt, in dem bereits konkrete Sukzessionsfragen diskutiert wurden: Bernadottes Konversion von der katholischen zur evangelischen Konfession, sein Mangel an Kenntnissen der schwedischen Sprache und Napoleons erforderliche Zustimmung.
Inzwischen hatten Elof Signeul, schwedischer Generalkonsul in Paris, und der französische Importkaufmann Jean Antoine Fournier eine intensive Kampagne zugunsten Bernadottes gestartet. Am 12. Juli 1810 wurde, mit Napoleons Zustimmung, dessen Kandidatur in Schweden bekannt gegeben. Der schwedische Reichstag in Örebro wählte am 21. August 1810 Bernadotte einstimmig zum Kronprinzen von Schweden. Am 23. September 1810 erhielt Bernadotte aus Napoleons Händen die Urkunde, mit der er aus der französischen Staatsbürgerschaft entlassen wurde. Er verzichtete auch auf das Fürstentum Pontecorvo und den damit verbundenen Titel; diesen verlieh Napoleon 1812 an Napoléon Lucien Murat, den Sohn seiner Schwester Caroline Bonaparte und des Marschalls Joachim Murat, den er zum König von Neapel erhob. Der Titel Prinz von Pontecorvo wird bis heute in der Familie Murat geführt, als Höflichkeitstitel des jeweils ältesten Sohnes des aktuellen Prinzen Murat. Die Bernadotte behielten jedoch die Brücke von Pontecorvo in ihrem Wappen. 

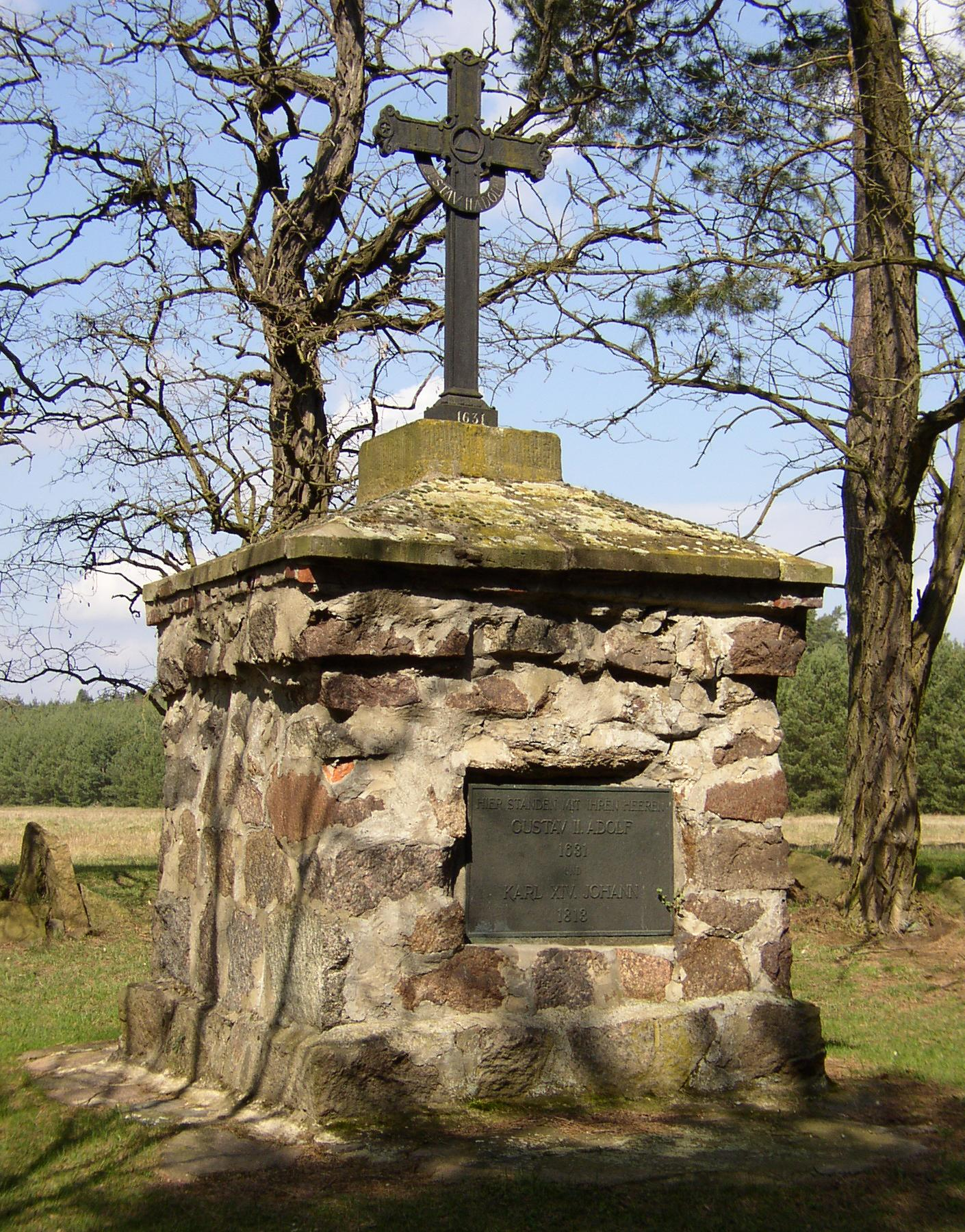
Schwedenstein bei Serno

#### Oberbefehlshaber der schwedischen Streitkräfte (1810–1813)
Am 28. September 1810 folgte die Ernennung zum Oberbefehlshaber der schwedischen Streitkräfte zu Lande und zur See. Am 20. Oktober 1810 betrat Bernadotte zum ersten Mal schwedisches Staatsgebiet. Am 5. November 1810 adoptierte ihn Karl XIII. unter dem Namen Karl Johann während einer außerordentlichen Versammlung der Stände an Sohnes statt.
Im Vertrag von Paris vom 6. Januar 1810 hatte sich Schweden zur Beteiligung an der gegen Großbritannien gerichteten Kontinentalsperre verpflichtet. Wegen drohender wirtschaftlicher Verluste war Schweden seiner Verpflichtung nur zögerlich nachgekommen – und es hatte bereits Ermahnungen des französischen Kaisers an die schwedische Regierung gegeben. Nach einem ersten Ultimatum vom Mai 1810 überreichte der französische Gesandte Charles-Jean-Marie Alquier (1752–1826) am 13. November 1810 dem Außenminister Lars von Engeström (1751–1826) ein zweites Ultimatum: Falls Schweden nicht binnen fünf Tagen dem Königreich Großbritannien den Krieg erkläre, sei mit dem Ausbruch von Feindseligkeiten seitens Frankreich gegen Schweden zu rechnen. Zwar gab es am 17. November 1810 eine formelle Kriegserklärung, doch folgte dieser Erklärung kein militärisches Handeln.
Vom 17. März 1811 bis zum 7. Januar 1812 hatte Kronprinz Karl Johann die Amtsführung des erkrankten Karl XIII. übernommen. Schweden versuchte durch Karl Johann eine Politik der Neutralität bei einer Annäherung an Russland. Begründet wurde diese Politik mit dem Paradigma natürlicher Grenzen: Das Ziel einer schwedischen Expansion richtete sich deswegen weniger auf Finnland, sondern mehr in Richtung Norwegen, das sich seit 1380 in einem Staatenbund mit Dänemark befand. Zur Annäherung an Russland unter Zar Alexander I. zählte Ende November 1810 eine geheime Unterredung zwischen Karl Johann und dem russischen Gesandten in Stockholm, General Graf Jan Pieter van Suchtelen. Dagegen verschlechterten sich seit Anfang 1811 die Beziehungen zwischen Schweden und Frankreich zunehmend. Eine Krisensituation entstand Ende Januar 1812 – zu Beginn des Russlandfeldzuges – durch den Einmarsch französischer Truppen in Schwedisch-Pommern. Diese Krise bewirkte in der schwedischen Außenpolitik eine noch stärkere Annäherung an England und Russland.
Im Vertrag von Petersburg, der am 5. April 1812 zwischen Russland und Schweden geschlossen wurde, garantierten die Vertragsparteien einander nicht nur ihre Territorien, sondern mit russischer Unterstützung sollte Schweden in den Besitz von Norwegen gelangen. Das Vertragswerk hatte Graf Carl Axel Löwenhielm in seiner Eigenschaft als Karl Johanns engster Vertrauter ausgehandelt.
Nach der Katastrophe der Grande Armée im Winter 1812 versuchte der Kronprinz eine Anpassung an die neue politische Lage: Er distanzierte sich von seinem Schwager Joseph Bonaparte, rief den schwedischen Chargé d’affaires d’Ohsson aus Paris zurück und verwies den französischen Gesandten in Stockholm des Landes. Diese Ausweisung eines Diplomaten hatte Madame de Staël beeinflusst – sie verbrachte als Gast des Kronprinzen den Winter 1812/1813 in Stockholm.
Doch trotz einer konziliant gestimmten Note Napoleons vom 17. Februar 1813 verlor Kronprinz Karl Johann zusehends an Entscheidungsalternativen: Im Vertrag von Kalisch vom 27./28. Februar 1813 verbündete sich Preußen mit Russland gegen Frankreich. Der Kronprinz legte sich nun auf die Koalition gegen Napoleon fest und erreichte im Vertrag zu Örebro vom 3. März 1813 die Zustimmung Englands zur schwedischen Eroberung Norwegens. Als Gegenleistung musste sich Schweden am bevorstehenden Feldzug mit 30.000 Mann beteiligen. Nach der gemeinsamen Kriegserklärung Russlands und Preußens vom 16. März 1813 an Frankreich trennte sich der ehemalige französische Marschall mit seinem Schreiben vom 23. März 1813 endgültig von Napoleon.
Karl Johann hatte sich im Vertrag zu Örebro zur persönlichen Führung der schwedischen Truppe verpflichten müssen. Aus diesem Grund verließ er im Mai 1813 sein Land per Schiff und setzte von Karlskrona nach Stralsund über. Die Lage erschien dem Befehlshaber ungünstig: Am 2. Mai 1813 siegten die Truppen Napoleons in der Schlacht bei Großgörschen gegen Preußen und Russland. In Lützen hatte Napoleon die Nacht vor der Schlacht – geradezu demonstrativ – am Denkmal für den 1632 in der Schlacht bei Lützen gefallenen Schwedenkönig Gustav II. Adolf verbracht. Und auch Napoleons nächster Sieg in der Schlacht bei Bautzen am 20./21. Mai 1813 verschlechterte die militärische Lage der Verbündeten. Indessen errang Napoleon nur einen Pyrrhussieg (siehe Bewertung in der Schlacht von Bautzen).
Durch die Vermittlung des österreichischen Kaisers Franz I. kam es am 4. Juni 1813 im schlesischen Poischwitz zu einem Waffenstillstand zwischen Frankreich und der Koalition. An diesen Verhandlungen war Karl Johann nicht beteiligt. Bei der Entwicklung des Trachenberg-Plans, der am 12. Juli 1813 beschlossen wurde, war der Kronprinz mit seinen militärischen Kenntnissen als ehemaliger französischer Marschall beteiligt.

#### Oberbefehlshaber der Nordarmee (1813–1814)
Nach dem Trachenberg-Plan kam es zur Aufstellung einer Nordarmee unter der Führung von Karl Johann. Sie bestand aus den schwedischen Truppen und zwei preußischen Korps unter den Generalen Bülow und Tauentzien. Hinzu kam ein russisches Korps unter Ferdinand von Wintzingerode. Die Nordarmee zählte 125.000 Mann. Oberbefehlshaber der verbündeten Streitkräfte war der österreichische Feldmarschall Schwarzenberg.
In der Schlacht bei Großbeeren am 23. August 1813 verhinderte die Niederlage der Franzosen ein erneutes Vordringen der napoleonischen Truppen nach Berlin. Allerdings hatte der preußische General von Bülow gegen den Willen des Oberkommandierenden der Nordarmee den dann siegreichen Angriff befohlen. Bülows Sieg ersparte dem schwedischen Kronprinzen eine direkte Begegnung mit seinen ehemaligen Kameraden Oudinot und Ney.
Den besiegten Oudinot ersetzte Napoleon durch Ney und befahl ihm einen neuen Vorstoß auf Berlin. Am 6. September 1813 kam es zur Schlacht bei Dennewitz, an der auf preußischer Seite wiederum von Bülow sowie von Tauentzien beteiligt waren.
Nach dem Sieg bei Dennewitz verlegte Karl Johann sein Hauptquartier am 15. September 1813 nach Zerbst. Obwohl die zweite Phase des Trachenberg-Planes begonnen hatte, ließ er die Nordarmee erst nach einer Aufforderung seitens der Verbündeten am 4. Oktober 1813 in Richtung Leipzig marschieren. Die Schlacht bei Leipzig begann am 16. Oktober und endete mit dem Sieg der Alliierten am 19. Oktober 1813.
Zu Beginn der Entscheidungsschlacht war die Nordarmee bis auf 30 km nördlich von Leipzig vorgerückt. Am 17. Oktober 1813 lag sie bei Breitenfeld. Hier erhielt Karl Johann am nächsten Morgen um fünf Uhr von Blücher und Prinz Wilhelm von Preußen das dringende Ersuchen zum Eingreifen in das Schlachtgeschehen, was dann in den folgenden beiden Tagen geschah. Der Historiker Arthur E. Imhof vergleicht das Verhalten des Kronprinzens mit dem eines Kunktators.

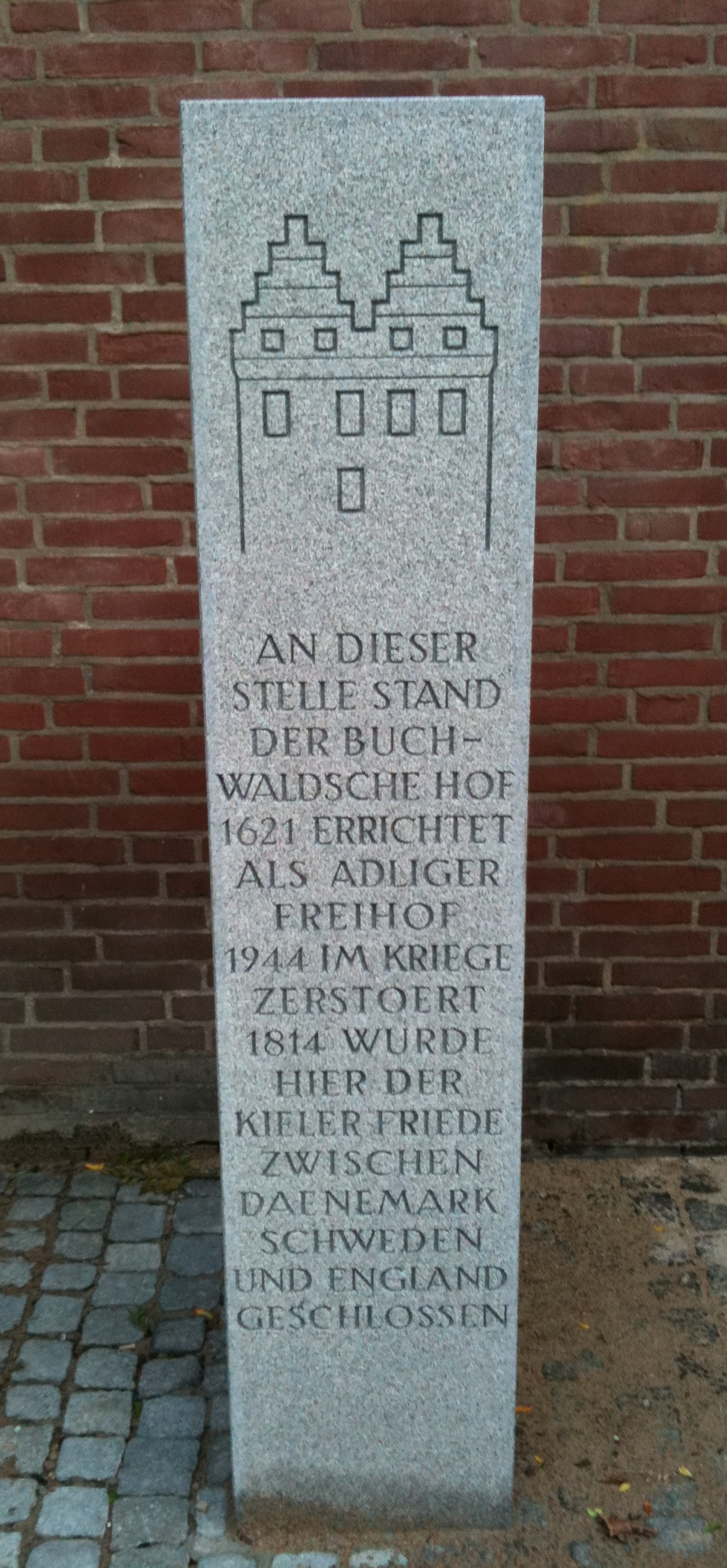
Säule zur Erinnerung an den Kieler Frieden

Schon seit dem 10. Oktober 1813 lag der strategische Beschluss vor, dass die Nordarmee nach der Schlacht bei Leipzig über Kassel in Richtung Holland vorzurücken habe. Gleichzeitig bemühte sich Metternich auf diplomatischem Wege um einen Beitritt Dänemarks zu den Alliierten. Karl Johann sah in den österreichischen Bemühungen um Friedrich VI., König von Dänemark und Norwegen, eine erhebliche Gefahr für sein eigenes Interesse der Angliederung Norwegens an Schweden.
Entgegen der ursprünglichen alliierten Abmachungen und im Interesse seiner schwedischen Expansionspolitik entschloss sich Karl Johann am 29. Oktober 1813, mit der Nordarmee über Göttingen und Hannover nach Hamburg und Holstein vorzurücken. In Hamburg hatte der für das Hanseatische Departements zuständige französische Generalgouverneur Davout seinen Amtssitz. Das doppelte Ziel dieser militärischen Operation war es, die im besetzten Hamburg ansässigen französischen Truppen durch eine Belagerung zu blockieren sowie die dänischen Truppen zu verfolgen.
Ein erstes Zusammentreffen in Bornhöved am 7. Dezember 1813 endete ohne eine Entscheidung. Nach einem zweiten Zusammentreffen von Einheiten der Nordarmee unter General Wallmoden-Gimborn mit dänischen Truppen unter der Führung von Friedrich von Hessen-Kassel am 10. Dezember 1813 in Sehestedt zogen sich die Dänen in die Festung Rendsburg zurück. Karl Johann nahm sein Hauptquartier in Kiel. Am 15. Dezember 1813 akzeptierte er einen Waffenstillstand von vierzehn Tagen. Inzwischen hatte auch der österreichische Diplomat Graf von Bombelles in Kopenhagen sich dem König Friedrich VI. als Friedensvermittler angeboten. Bombelles Vorschlag sah vor, dass Dänemark auf große Teile von Norwegen zugunsten Schwedens verzichten sollte, was vom König zunächst abgelehnt wurde. Doch angesichts des dänischen Staatsbankrotts willigte der König am 7. Januar 1814 schließlich in die Kapitulation ein. Am 14. Januar 1814 wurde der Kieler Frieden geschlossen: Das Königreich Norwegen gehörte fortan in einer Personalunion zum Königreich Schweden.
Trotz seines Erfolges beteiligten die vier alliierten Mächte England, Österreich, Preußen und Russland den Kronprinzen Karl Johann nicht am Kongress von Châtillon, der vom 5. Februar bis zum 19. März 1814 stattfand. Indessen bezog er am 10. Februar 1814 in Köln sein erstes Hauptquartier, das er am 28. Februar nach Aachen und dann nach Lüttich verlegte. Und nach dem Einzug der Alliierten in Paris am 31. März 1814 folgte am 4. April die Verlegung nach Brüssel. Von dort reiste der Kronprinz am 10. April 1814 nach Paris, wo er sich vom 12. bis zum 29. April aufhielt. Der Hauptgrund seiner Reise waren Probleme bei der Organisation der Personalunion zwischen Schweden und Norwegen.
Am 1. Mai 1814 verließ der schwedische Kronprinz Karl Johann für immer Frankreich, sein ehemaliges Heimatland. Zurück ließ er auch seine Ehefrau Désirée, die erst 1823 anlässlich der Trauung ihres Sohnes dauerhaft nach Schweden übersiedelte.

#### Schwedisch-Norwegischer Krieg 1814
Das norwegische Volk weigerte sich, die Vertragsbestimmungen des Kieler Friedens zu akzeptieren. Es proklamierte am 25. Februar 1814 den ehemaligen dänischen Statthalter Prinz Christian Friedrich in Trondheim zum Regenten. Damit demonstrierte Norwegen seine Unabhängigkeit und beendete eigenmächtig die dänisch-norwegische Personalunion. Am 17. Mai 1814 folgte auf dem Reichstag von Eidsvoll in der Verfassung von Eidsvoll die Errichtung einer konstitutionellen Erbmonarchie und die Wahl des Prinzen zum norwegischen König. Dieser Vorgang war für das schwedische Königreich ein Casus Belli: Am 26. Juli 1814 marschierte eine schwedische Armee unter der Führung von Karl Johann in Norwegen ein.
Doch bereits am 3. August begannen mit den Norwegern erste Verhandlungen. Sie führten schließlich am 14. August 1814 zur Konvention von Moss. Am 4. November wählte das Storting den schwedischen König Karl XIII. als Karl II. zum norwegischen König. Der Anschluss Norwegens an Schweden war zwar vollzogen, jedoch in einer anderen politischen und historischen Qualität als im Kieler Frieden von den beteiligten Vertragsparteien vereinbart. Trotz der Union mit Schweden behielt in Norwegens konstitutioneller Monarchie die demokratische Verfassung von Eidsvoll – mit Ausnahme der unionsbestimmten Außenhandels- und Verteidigungspolitik – ihre Gültigkeit.
Die Konvention von Moss hatte schon vor dem Wiener Kongress, der am 18. September 1814 begann und am 9. Juni 1815 endete, die schwedischen Grenzen neu festgelegt. Für den Signatarstaat Schweden – vertreten auf dem Kongress durch Carl Axel Graf von Löwenhielm – hatten die Vereinbarungen der Wiener Kongressakte lediglich eine weitere territoriale Konsequenz: Gegen die Zahlung eines Kaufpreises erwarb Preußen von Schweden die Gebiete Schwedisch-Pommern und Rügen.

#### Politisches Wirken von 1814 bis 1818
Kronprinz Karl Johann beobachtete mit hoher Aufmerksamkeit die beginnende Restauration in Frankreich. Zwar tolerierten die Bourbonen den Kronprinzen aus Respekt vor Karl XIII., doch als einen möglichen Nachfolger sahen sie eher Gustav von Wasa, Sohn des 1809 abgesetzten Königs Gustav IV. Adolf. In diesem Sinne versuchte Zar Alexander auf dem Wiener Kongress, seinem Mündel Gustav ein Fürstentum zu verschaffen.
Ein von König Ludwig XVIII. inszeniertes Komplott, das die Vertreibung des Kronprinzen bezwecken sollte, wurde durch Napoleons Herrschaft der Hundert Tage jäh unterbrochen. Doch unmittelbar nach der Schlacht von Waterloo, an der Schweden nicht beteiligt war, und dem Einsetzen der Zweiten Restauration begann eine wilde Pressekampagne der französischen Royalisten gegen Karl Johann. Eine zusätzliche Betroffenheit entstand durch die Verfolgung früherer Weggefährten. Besonders traf ihn die Nachricht über die Hinrichtung seines ehemaligen Freundes Ney. Den Sohn des Marschalls lud der Kronprinz nach Stockholm ein. Ebenso kümmerte er sich um den Sohn des Marschalls Drouet. Den Herzog von Otranto, Sohn von Joseph Fouché, ernannte Karl Johann zum Kammerherrn am schwedischen Hofe.
In den Jahren 1815 bis 1817 kam es sogar zu strafrechtlichen Verfolgungen von Personen, die öffentlich ihre Sympathie für Gustav von Wasa bekundet hatten. Hiervon abgesehen vergingen die letzten Jahre vor der Krönung für den Kronprinzen zwar wie in einer Warteposition, doch nutzte er diese Zeit, um seine Politik schwedischer Neutralität, die er schon während der Koalitionskriege begonnen hatte, durch freundschaftliche Beziehungen zu Russland und England zu stabilisieren.

### König von Schweden und Norwegen (1818–1844)

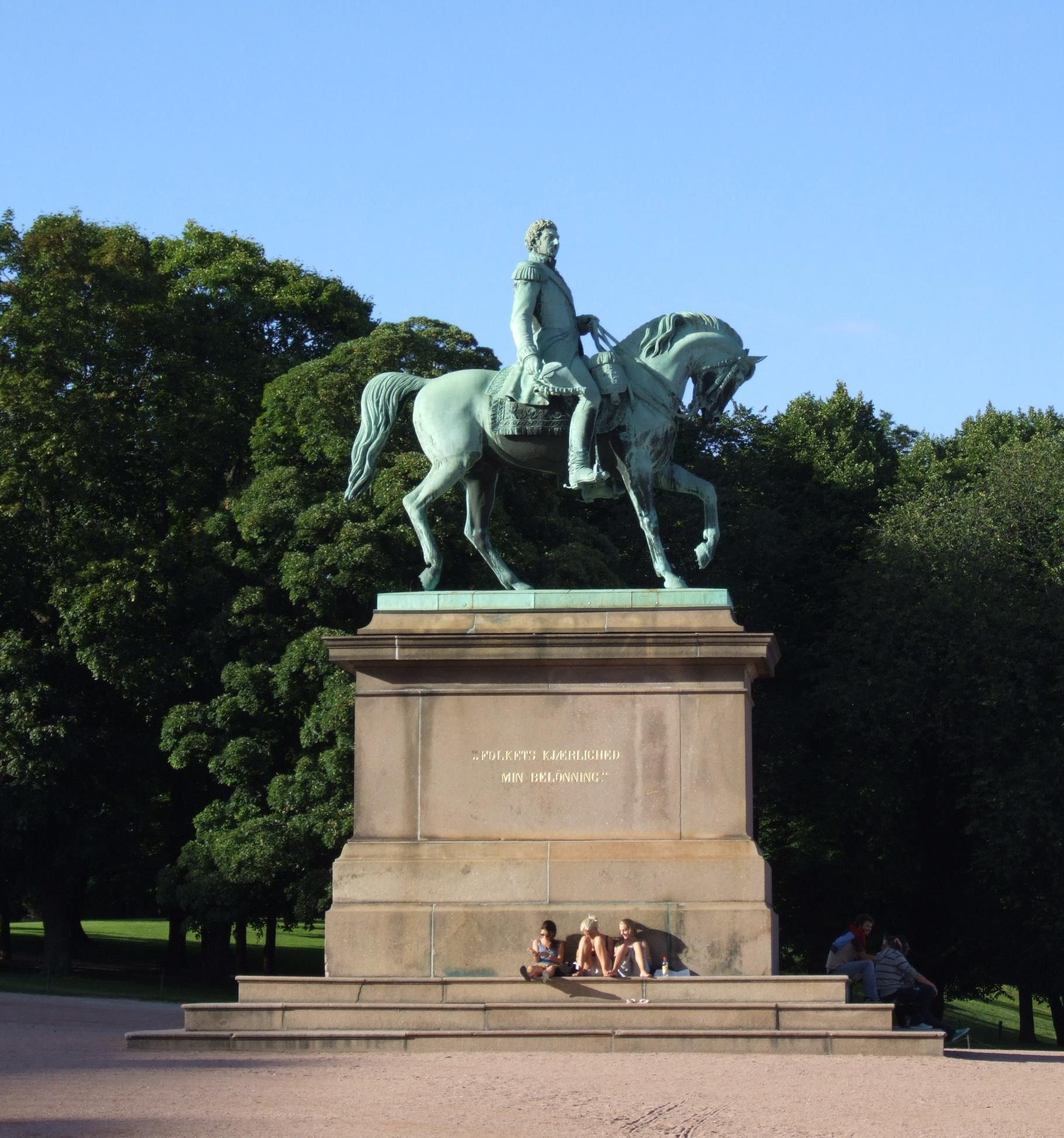
Karl XIV. Johann (Denkmal in Oslo)

König Karl XIII. starb am Abend des 5. Februar 1818. Noch vor Mitternacht leisteten Staatsräte und hohe Beamte ihren Eid auf den neuen schwedischen König Karl XIV. Am 7. Februar folgten im Reichstag wechselseitige Treueversprechen sowie die Vereidigung des Kronprinzen Oskar.
Am 11. Mai 1818 wurde der schwedische König Karl XIV. Johann durch Jacob Axelsson Lindblom, Erzbischof von Upsala, in Stockholm feierlich gekrönt. Am 7. September folgte in der St. Olafs-Kathedrale von Trondheim die Krönung zum norwegischen König Karl III. Johann.
Eine historische Leistung des Königs Karl XIV. Johann war in der Außenpolitik die Fortsetzung der Neutralität. In der Geschichte Schwedens des 19. Jahrhunderts begann während seiner Zeit die Industrialisierung einschließlich erforderlicher Reformen in der Infrastruktur und im Gemeinwesen.
Der König von Schweden und Norwegen wurde nach seinem Tod am 8. März 1844 in der Stockholmer Riddarholmskyrkan beigesetzt.

## Ehrungen
- 17. Dezember 1798: Ehrendoktor der philosophischen Fakultät der Universität Gießen.
- 7. April 1805: König Friedrich Wilhelm III. von Preußen ehrt Bernadotte mit dem Schwarzen Adler-Orden.[51]
- Eintrag des Namens Bernadotte im Triumphbogen in Paris.

### Speziell
- Clemens Amelunxen: Jean-Baptiste Bernadotte. Marschall Napoleons – König von Schweden. Heymann, Köln u. a. 1991, ISBN 3-452-22228-4.
- Dunbar Plunkett Barton: The Amazing Career of Bernadotte 1763–1844. Murray, London 1929.
  - Deutsche Ausgabe: Bernadotte, französischer Grenadier und König von Schweden, 1763–1844. Aus dem Englischen übersetzt von Otto Albrecht van Bebber. Goldmann, Bern/Leipzig/Wien 1936.
  - Französische Ausgabe: Bernadotte (1763–1844). Payot, Paris 1961 u. Plon, Paris 1983, ISBN 2-228-13320-5.
- Fritz Corsing: Jean Baptiste Bernadotte. Nauck, Berlin 1946.
- Jörg-Peter Findeisen: Jean Baptiste Bernadotte. Revolutionsgeneral, Marschall Napoleons, König von Schweden und Norwegen. Katz, Gernsbach 2010, ISBN 978-3-938047-48-4.
- Gabriel Girod de l’Ain: Jean Baptiste Bernadotte – Bürger, französischer Revolutionsgeneral, schwedisch-norwegischer König. Aus dem Französischen übersetzt von Inga Pohlmann. Verlag des Südkurier, Konstanz 1989, ISBN 3-87799-081-9.
- Torvald T. Höjer: Carl XIV Johan. Norstedt, Stockholm.

1. Den franska tiden. 1939.
2. Kronprinstiden. 1943.
3. Konungstiden. 1960.

- Arthur E. Imhof: Bernadotte. Französischer Revolutionsgeneral und schwedisch-norwegischer König. Musterschmidt, Göttingen 1970, ISBN 3-7881-0055-9.
- Hans Klaeber: Marschall Bernadotte, Kronprinz von Schweden. Perthes, Gotha 1910.
- Karl Marx: Bernadotte. In: The New American Encyclopedia. 1857, Band 3. (Direktverweis)
- Klaus Mlynek: Bernadotte, Jean Baptiste Jule. (als Karl XIV. Johann König von Schweden und Norwegen), In: Hannoversches Biographisches Lexikon. S. 54 u.ö. (online auf: books.google.de)
- Klaus Mlynek: Bernadotte, Jean Baptiste Jule (= Karl XIV. Johann, König von Schweden und Norwegen). In: Klaus Mlynek, Waldemar R. Röhrbein (Hrsg.) u. a.: Stadtlexikon Hannover. Von den Anfängen bis in die Gegenwart. Schlütersche, Hannover 2009, ISBN 978-3-89993-662-9, S. 63f.
- Jürgen Sternberger: Jean Baptiste Jules Bernadotte. In: Jürgen Sternberger: Die Marschälle Napoleons. Pro Business, Berlin 2008, ISBN 978-3-86805-172-8, S. 16–25.
- Friedrich Wencker-Wildberg: Bernadotte, Soldat, Marschall, König. Der Lebensroman eines Glückskinds der Revolution. Oestergaard, Berlin-Schöneberg 1935.

### Allgemein
- Carl Bleibtreu: Marschälle, Generäle, Soldaten Napoleons I. Zörb, Hamburg 1999, ISBN 3-931482-63-4. (Repr. d. Ausg. Berlin 1899)
- Désiré Lacroix: Die Marschälle Napoleon I. Schmidt & Günther, Leipzig 1898.
- Annemarie Selinko: Désirée. Roman. Kiepenheuer & Witsch, Köln/Berlin 1951.
- Helmut Stubbe da Luz: „Franzosenzeit“ in Norddeutschland (1803–1814). Napoleons Hanseatische Departements. Edition Temmen, Bremen 2003, ISBN 3-86108-384-1.
- L. v. A.: Karl Johann und ein deutscher Mann. In: Die Gartenlaube. Heft 42, 1853, S. 458–459 (Volltext [Wikisource]).